# Bosque mixto cantábrico
El bosque mixto cantábrico es una ecorregión de la ecozona paleártica, definida por WWF, que se extiende por la costa norte y noroeste de la península ibérica.

## Descripción
Es una ecorregión de bosque templado de frondosas que ocupa 79 700 kilómetros cuadrados desde el noroeste de Portugal, pasando por la costa cantábrica y los Picos de Europa en España, hasta el extremo occidental de los Pirineos, en el extremo suroeste de Francia.

## Flora
Se han descrito 2000 especies de plantas vasculares. Los árboles más comunes son los robles y las hayas, que crean robledales y hayedos. También abundan los nogales, fresnos, y especies exóticas como pino radiata, eucalipto blanco y roble americano. Como la mayoría de los árboles son de hoja caduca se suele crear una capa de hierba y diferentes plantas como equisetos.

## Fauna
Subsisten grandes carnívoros, como el oso pardo (Ursus arctos) y el lobo (Canis lupus). Los rebecos (Rupicapra rupicapra) son abundantes, como conejos, jabalíes, corzos y ardillas.
Entre las aves, destacan el urogallo común (Tetrao urogallus), el buitre leonado (Gyps fulvus) y el pito negro (Dryocopus martius).

## Endemismos
Cerca del 20 % de las especies vegetales son endémicas. Mamíferos como la liebre de piornal (Lepus castroviejoi).

## Estado de conservación
Vulnerable. La ganadería tradicional ha transformado grandes extensiones de la ecorregión en pastos. Más recientemente, las principales amenazas para la ecorregión son la construcción de carreteras y la fragmentación del hábitat.

## Protección
Hay muchas zonas protegidas: por ejemplo, la reserva natural de Artikutza, el parque natural Urbasa-Andía y la reserva de la biosfera de Urdaibai.